# Avitta completa
Avitta completa är en fjärilsart som beskrevs av Rothschild 1916. Avitta completa ingår i släktet Avitta och familjen nattflyn. Inga underarter finns listade i Catalogue of Life.